# Norit

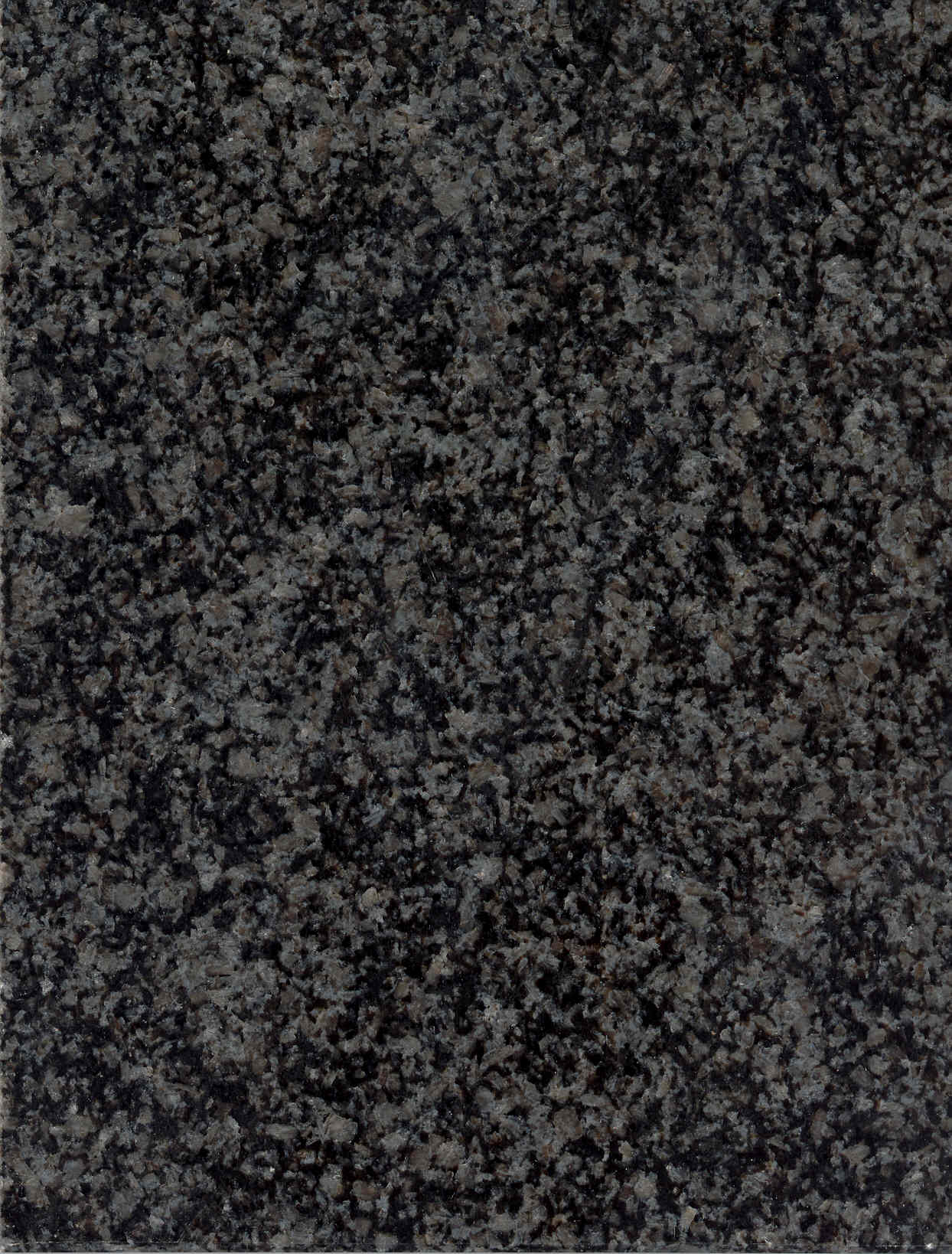
Impala dunkel ist ein Norit: Muster (20 × 15 cm)

Norite sind mafische plutonische Gesteine und zählen zu den Hartgesteinen. Sie ähneln in ihrer Erscheinung, den Eigenschaften und der Zusammensetzung den Gabbros, unterscheiden sich von diesen aber dahingehend, dass in der Zusammensetzung Orthopyroxen anstelle von Klinopyroxen überwiegt.
Als Norite werden in der Petrographie Gesteine aus 10–90 % Orthopyroxen (Enstatit, Bronzit, Hypersthen) und 10–90 % basischen Plagioklasen (Labradorit/Bytownit nach der alten Einteilung) mit weniger als 5 % Klinopyroxen (Augit), Olivin oder Quarz bezeichnet (35 %–65 % mafische Bestandteile). Akzessorien sind z. B. Ilmenit, Magnetit und Pyrrhotin. Das entsprechende Gestein 10–90 % Olivin anstatt Orthopyroxen ist ein Troktolith.

## Verwendung

### Naturstein
Norite haben granitähnliche technische Eigenschaften. Da diesen Steinen Quarz fehlt, sind sie allerdings nicht so verschleißfest wie die Granite. Es handelt sich häufig um dunkle Gesteinssorten. Populär werden sie zusammen mit anderen dunklen Plutoniten wie Gabbro im Natursteinhandel auch als „schwarze Granite“ bezeichnet.

„Als Norite werden Gabbrogesteine mit bestimmten Pyroxenmineralen bezeichnet; es überwiegen die Orthopyroxene gegenüber den Klinopyroxenen. In den technischen und optischen Eigenschaften besteht kein Unterschied zu den normalen Gabbros.“

Natursteinsorte
- Impala (Weitere Namen für Impala sind: Nero Afrika, Rustenburg, Schwarz-Afrika)

### Bedeutung als Rohstoffträger
Norite können als liquidmagmatische Ausscheidung fein verteilte (disseminierte) Sulfide enthalten wie Pyrrhotin (Magnetkies), Pentlandit (Nickelmagnetkies) und Chalkopyrit (Kupferkies). Bei ausreichenden Nickelgehalten und entsprechenden Vorräten wird aus dem Gestein dann ein Nickel- und Kupfererz. Beispiele in Europa: Lainejaur im Skelleftefeld in Schweden, Eptevann und Flat in Norwegen. Beispiele in Kanada: Sudbury-Becken in Ontario, Voiseau Bay in Labrador.